# Cornelis Loots
Cornelis Loots (Amsterdam, gedoopt 11 juni 1764 - aldaar, 10 oktober 1834) was een Nederlands dichter.
Loots groeide op in een hervormd milieu en volgde betrekkelijk weinig onderwijs. Zelf had hij het liefst een opleiding tot predikant willen volgen, maar onder druk van zijn ouders, die de opleiding te duur vonden, nam hij een betrekking op een wisselkantoor aan.
Hij vond het geestdodend werk en zocht zijn toevlucht in het schrijven van gedichten, waarmee hij zich al vanaf zijn jeugd had beziggehouden. Joost van den Vondel kende hij al op zijn tiende en diens werk zou een beslissende invloed op zijn dichterschap hebben. Ook Vondels politieke overtuiging zou Loots kopiëren: hij werd een fel Patriot.
Vanaf 1791 publiceerde Loots gedichten in de door Pieter Johannes Uylenbroek uitgegeven reeks "Kleine dichterlyke handschriften" (1788-1809), waarvan de thematiek varieerde van natuur tot politiek (zoals het hekeldicht 'Aan de vorstenvleijers' uit 1792).
Loots brak rond de eeuwwisseling door met langere gedichten met een vaderlands-historisch karakter, zoals "De overwinning der Nederlanders by Chattam" (1799), "De dwinglandy" (1800), "De algemeene vrede gesloten te Amiens, den 27sten van Lentemaand 1802" (1802) en "De volkswoede, toegezongen aan de nagedachtenis van de gebroeders de Wit" (1802), waarin hij zich steeds tegen tirannie toonde. Dit vertoonde grote overeenkomsten met het werk van Hendrik Tollens en Jan Frederik Helmers, met wie beiden hij zeer bevriend raakte, hoewel ze als dichters elkaar rivalen bleven. 
Evenals Helmers uitte Loots zijn onvrede over de Franse invloed in en annexatie van Nederland in zijn gedichten, zoals in "De Batavieren, ten tyde van Cajus Julius Cezar, wegens het hen voorgeslagen staatsverbond der Romeinen" (1805), waarin hij de Franse overheersing vergeleek met de Romeinse onderdrukking. Hij ontsnapte op een haar na aan uitlevering naar Frankrijk, iets waarop de Parijse machthebbers hadden aangedrongen. Hoewel hij voorzichtiger werd in zijn uitlatingen, ontwikkelde zijn reputatie zich in de jaren van de inlijving bij Frankrijk toch tot 'verzetsdichter' bij uitstek. Als hoogtepunt in Loots' oeuvre geldt "De Hollandsche taal", dat hij in 1810 schreef en voordroeg, maar pas na de hernieuwde onafhankelijkheid in 1814 werd gepubliceerd. Hierin hield hij een vurig pleidooi voor het behoud van de Nederlandse taal, en dus ook de Nederlandse identiteit en onafhankelijkheid. Ook in 1814 schreef Loots "De slavenhandel", een protest tegen deze praktijk.
In februari 1813 overleed Jan Frederik Helmers, met wiens zus Loots inmiddels getrouwd was, en Loots nam Helmers' steenkoperij over onder de naam Helmers & Loots. Tevens trok het gezin in het huis van Helmers op de Keizersgracht. Het bleek echter dat Loots het hoofd nauwelijks boven water kon houden. Daarbij kwam het overlijden van zijn tweede echtgenote in 1816.
Zijn dichtersloopbaan verliep echter wel voorspoedig en hij behoorde inmiddels tot de gevestigde orde. Loots was onder meer lid van Felix Meritis, Concordia et Libertate en de Hollandsche Maatschappij van Fraaije Kunsten en Wetenschappen. In 1821 verscheen de bundel "Nieuwe gedichten", waarin Loots opnieuw vaderlands-historische en religieuze onderwerpen aanroerde. 
Na zijn derde huwelijk in 1827 (met Dorothea Veldhuijs) nam zijn productiviteit af, al kwam er een opleving van zijn dichterlijke vaderlandslievendheid tijdens de Belgische Opstand.
In 1834 overleed hij op zeventigjarige leeftijd en werd begraven in de Oude Kerk te Amsterdam. 
Uit zijn briefwisseling met Tollens sprak zowel bevlogenheid als jaloezie. Loots zag zijn populariteit in de jaren 1820 verminderen, in tegenstelling tot die van Tollens, die de nationale volksdichter zou worden, terwijl Loots op dat gebied tweede viool moest spelen.

## Werken
- 1795 - Aan myn vaderland, by de krygsverrichtingen der Batavieren op de Noordzee, in Oogstmaand, 1795[a]
- 1795 - Gezangen, ter opening van den nationaalen Stads Schouwburg, te Amsterdam, op den XII van Herfstmaand, des jaars 1795[b]
- 1795 - Armoede en grootheid, tooneelspel[c]. Bewerking van: Armuth und Edelsinn naar het Hoogduitsch van August von Kotzebue
- 1796 - Het roode kapje. Zangspel[d]. Gevolgd naar het Hoogduitsch van Johann Gottlieb Stephanie
- 1796 - Aanspraak, van den acteur Ward Bingley, aan het Amsteldamsch publiek, uit naam der acteurs en actrices des schouwburgs; by het sluiten van het tooneel, den 7den Mei, 1796[e]
- 1798 - Aanspraak, aan het Bataafsche Volk, op het nationaal tooneel, in den Haag, ter gelegenheid van het feest der Republiek wegens de aanneming der Staatsregeling, den 19en van Bloeimaand 1798[f]
- 1799 - De Indianen. Treurspel[g]. Het Engelsch vry gevolgd van William Richardson
- 1799 - De overwinning der Nederlanders by Chattam; aan hen voorgesteld op het einde der agttiende eeuw. Lierzang[h]. Uitgesproken in de Maatschappy Felix Meritis, den 6den van Maart, 1799
- 1799 - Melpomené, voorgesteld door Johanna Cornelia Wattier, aan de kunstlievende burgery, in de nationalen schouwburg der Bataafsche Republiek, te Amsterdam; by den aanvang  des jaars 1799[i]
- 17** - Gezangen[j]
- 1800 - Lierzang op den eersten dag van het slotjaar der agttiende eeuw[k]
- 1800 - De dwinglandy. Lierzang[l]. Uitgesproken in de Maatschappy Felix Meritis, den 5den van maart, 1800
- 1800 - Eeuwzang, uitgesproken in de Maatschappy Felix Meritis, den 2den van January, 1801[m]
- 1801 - De vrede op 't vasteland, zinnebeeldige voorstelling[n]. Naar eene korte schets van Mr. J. Kinker
- 1802 - De volkswoede, toegezongen aan de nagedachtenis van de gebroeders de Wit[o]. Uitgesproken in de Maatschappy Felix Meritis, den 3den van february, 1802
- 1802 - Beschaving, het geluk der volken[p]. Uitgesproken in de Maatschappy Felix Meritis ter gelegenheid van hare vyf en twintigste verjaring, den 5den van slachtmaand 1802
- 1802 - De algemeene vrede, gesloten te Amiens, den 27sten van Lentemaand 1802. Toegezongen aan de Nederlanders[q]. Uitgesproken in het Departement der letterkunde van de maatschappy Felix Meritis, den 21sten van grasmaand 1802
- 1802 - Cantate door Cornelis Loots. Gezongen in de maatschappy Felix Meritis, ter gelegenheid van hare vyf en twintigste verjaring. Den 5den van slachtmaand, 1802[r]
- 1802 - Ter opening van het tooneel des Amsteldamschen Schouwburgs. Uitgesproken door J.P. Kroese, den IX. van oogstmaand 1802[s]
- 1803 - Beschouwing van Amsteldam. Uitgesproken in de Maatschappij Felix Meritis, den 16den van lentemaand 1803[t]
- 1804 - Panurge, op het eiland der lantaarnen; zangspel[u]. Vert. van: Panurge dans l'isle des lanternes van Étienne Morel de Chédeville, 1785
- 1804 - Leonidas, in de engte van Thermopilé. Uitgesproken in de Maatschappy Felix Meritis, den 21sten van lentemaand, 1804[v]
- 1804 - Kerszangen op uitgekozen muzyk der voornaamste Europesche meesters: opgevoerd, voor den eersten keer, in de Maatschappy Felix Meritis, den 28sten van december 1804[w]
- 1805 - Lierzang, by de heropening des tooneels, in den Amsteldamschen Schouwburg, op den 3den augustus 1805. Uitgesproken door J.P. Kroese[x]
- 1805 - De Batavieren, ten tyde van Cajus Julius Cezar, wegens het hen voorgeslagen staatsverbond der Romeinen. Uitgesproken in het Genootschap Concordia et Libertate, den 5den van lentemaand, 1805[y]
- 1806 - De voortreffelykheid van den mensch, in de beoefening der schoone kunsten, lierzang. Uitgesproken in de Maatschappij Felix Meritis, den 11 december 1805[z]
- 1807 - Huig de Groot[aa]
- 1808 - Rouwzang ter gedachtenisviering van Jaques Kuyper, lid van het Koninklyk Instituut. Uitgesproken in de Maatschappy: Felix Meritis, den 4den November, 1808[ab]
- 1809 - Lof der Maatschappij: Tot Nut van 't Algemeen, toegepast op de feestviering van haar vijfentwintig jarig bestaan[ac]
- 1809 - Zangen bij het feest, ter gelegenheid van het vijf-en-twintigjarig bestaan der Maatschappij: Tot Nut van 't Algemeen, gevierd door de beide Amsterdamsche departementen derzelve maatschappij, op donderdag, den 16den van Slagtmaand, 1809[ad]
- 1809 - Lof van den burgerstand
- 1810 - De dood van Egmond en Hoorne[ae]
- 1811 - Zangen, by het openen der algemeene vergadering der Maatschappij: tot Nut van 't Algemeen, den 13 van oogstmaand, 1811[af]
- 1812 - Aan ouders. Uitgesproken na het gehouden jaarlijksch onderzoek der vorderingen van de leerdochteren in de leer- en kweekschool, van het Amsterdamsch tweede departement der Maatschappij: Tot Nut van 't Algemeen, op den 8sten julij 1812, in het gebouw De Zon ...[ag]
- 1813 - Dichtstuk ter gelegenheid van het tweede eeuwgetijde der Beurs van Amsterdam[ah]
- 1814 - De Hollandsche taal[ai]
- 1814 - Nederlands verlossing gevierd op den 29en van lentemaand MDCCCXIV[aj]
- 1814 - Bij de eerste verjaring van Nederlands verlossing[ak]
- 1814 - De slavenhandel
- 1815 - Opwekking aan de Nederlanders. Lierzang, uitgesproken in den Amsterdamschen Schouwburg, door den acteur M. Westerman, op zaturdag den 18den van lentemaand 1815, in de hooge tegenwoordigheid van hunne majesteiten den koning en de koningin der Nederlanden[al]
- 1816 - Ter gelegenheid der zilveren bruiloft van den heere Hendrik Ogelwight, junior, en mevrouwe Anna Catharina Gijselman, gevierd den 1sten van Bloeimaand[am]
- 1816 - Ter eerste verjaring van den gedenkwaardigen veldslag bij Waterloo, op den 18den Junij 1815[an]
- 1816-1817 - Gedichten van Cornelis Loots[ao][ap][aq][ar] (4 delen)
- 1817 - Vreugdezang over den oogst van den jare 1817; uitgesproken op den Koninklijken Hollandschen Schouwburg, te Amsterdam den 23sten october deszelfden jaars, door den acteur C. van Hulst[as]
- 1818 - Hulde toegebragt aan de nagedachtenis van J. van den Vondel, op den Amsterdamschen schouwburg, na het vertoonen van den Gijsbrecht van Amstel, in wintermaand des jaars 1818[at]
- 1819 - De mensch, in drie zangen[au]
- 1819 - Zangen ter gelegenheid van de algemeene vergadering der Maatschappij: tot Nut van 't Algemeen, op Dingsdag, den 10den van Oogstmaand, 1819[av]
- 1820 - By den maaltyd der afgevaardigden tot de algemeene vergadering der Maatschappij tot Nut van 't Algemeen. Den 9den van oogstmaand 1820[aw]
- 1821 - Nieuwe gedichten van Cornelis Loots[ax]
- 1821 - Zangen ter gelegenheid van de Algemeene vergadering der Maatschappij: tot Nut van 't Algemeen. Op Dingsdag, den 14den van Oogstmaand, 1821[ay]
- 1821 - Mijne aandoeningen, bij de plegtigheid van den Heilige Doop, bediend aan den vierden zoon van Zijne Koninklijke Hoogheid, den Prins van Oranje, genaamd Willem Alexander Fredrik Ernst Kasimir, op den 18den Junij 1822 in de Nieuwe Kerk, te Amsterdam, door J. J. Dermout, Hofprediker in 's Hage[az]
- 1822 - Bij de verplaatsing van zeker vaderlandsch gedenkstuk uit de 12e eeuw[ba]
- 1823 - Feestzang, bij de viering van het vierde eeuwfeest der uitvinding van de boekdrukkunst, te Haarlem[bb]
- 1824 - Zangen ter gelegenheid van de algemeene vergadering der Maatschappij: Tot Nut van 't Algemeen, op den 10 augustus 1824[bc]
- 1825 - Menschlievendheid. Dichtstuk. Uitgesproken in de Maatschappij Felix Meritis te Amsterdam den 9den Maart 1825[bd]
- 1826 - Nederland[be]
- 1826 - Gezangen. Ter gelegenheid der inwijding van de herbouwde Luthersche Nieuwe Kerk, te Amsterdam; op maandag den 18den september 1826[bf]
- 1827 - Cantate, ter gelegenheid van het vijftigjarig bestaan der Maatschappij: Felix Meritis[bg]
- 1828 - Dichtstuk, uitgesproken ter gelegenheid der vijftigjarige feestviering van de Maatschappij: Felix Meritis, op den 7den november 1827[bh]
- 1830 - Het vooroordeel; voorgelezen in de openbare vergadering der tweedeklasse van het Koninklijk-Nederlandsche Instituut van Wetenschappen, Letteren en Schoone kunsten, den 1sten september 1830[bi]
- 1831 - Opwekking der mogendheden, ter heirvaart naar Parijs[bj]
- 1831 - Welkomstgroet, aan Zijne Majesteit den Koning en hoogstdeszelfs doorluchtige zonen, binnen Amsterdam[bk]
- 1831 - Bij den vrijwilligen heldendood van J.C.J. van Speyk, tweeden luitenant ter zee, bevelhebber der kanonneerboot no.2, Ridder der Militaire Willems-orde, 4e klasse[bl]
- 1832 - Aan mijn geneesheer doctor Herm. Haakman, na zijne mij betoonde zorg en vriendschap, gedurende eene zware krankte, van het einde des jaars 1831, tot het begin van april 1832[bm]
- 1832 - Dankbetuiging, aan den hoog-eerwaarden, hoog-geleerden heer G.F. Sartorius, voor de godsdienstige onderwijzing en aanneming van vier mijner kinderen bij het Evangelisch Luthersch Kerkgenootschap[bn]
- 1833 - Chassé op het puin der Citadel van Antwerpen[bo]
- 1833 - Op het tweehonderdjarig bestaan van de Oude Kerk der Evangeliesch-Luthersche Gemeente, te Amsterdam,tot godsdienstig gebruik ingewijd den 25sten december, 1633[bp]
- 1833 - Cantate, bij gelegenheid van de openbare zitting der vier klassen van het Koninklijk-Nederlandsche Instituut van Wetenschappen, Letterkunde en Schoone Kunsten; ter plegtige viering van deszelfs vijf- en twintigjarig bestaan op dingsdag, den 27sten Augustus 1833[bq]
- 1834 - Zangen, bij de feestviering van het vijftigjarig bestaan der Maatschappij: tot Nut van 't Algemeen op den derden dag van dit feest, den 14den Augustus, 1834[br]
- 1835 - Catalogus van eene zeer uitgebreide verzameling Grieksche, Latijnsche, Fransche, Engelsche, Spaansche, Hoog- en Nederduitsche fraai geconditioneerde boeken, bestaande uit voorname werken betrekkelijk godgeleerdheid en regtsgeleerdheid, natuurlijke historie, wetenschappen, aardrijkskunde, reizen en geschiedenis ... Voor het eene gedeelte nagelaten door Corn. Loots en anderdeels door een hoog aanzienlijk inwoner dezer stad; al hetwelk verkocht zal worden den 16 Nov. 1835, en volgende dagen[bs]

Gedigitaliseerde versies van Cornelis Loots' werken
1. ↑  Aan myn vaderland, by de krygsverrichtingen der Batavieren op de Noordzee, in Oogstmaand, 1795 op Delpher
2. ↑  Gezangen, ter opening van den nationaalen Stads Schouwburg, te Amsterdam, op den XII van Herfstmaand, des jaars 1795 op Google Books. Gearchiveerd op 18 juni 2023.
3. ↑  Armoede en grootheid, tooneelspel op Delpher
4. ↑  Het roode kapje. Zangspel op Delpher
5. ↑  Aanspraak, van den acteur Ward Bingley, aan het Amsteldamsch publiek, uit naam der acteurs en actrices des schouwburgs; by het sluiten van het tooneel, den 7den Mei, 1796 op Google Books. Gearchiveerd op 18 juni 2023.
6. ↑  Aanspraak, aan het Bataafsche Volk, op het nationaal tooneel, in den Haag, ter gelegenheid van het feest der Republiek wegens de aanneming der Staatsregeling, den 19en van Bloeimaand 1798 op Google Books. Gearchiveerd op 18 juni 2023.
7. ↑  De Indianen. Treurspel op Delpher
8. ↑  De overwinning der Nederlanders by Chattam; aan hen voorgesteld op het einde der agttiende eeuw op Delpher
9. ↑  Melpomené, voorgesteld door Johanna Cornelia Wattier, aan de kunstlievende burgery, in de nationalen schouwburg der Bataafsche Republiek, te Amsterdam; by den aanvang  des jaars 1799 op Delpher
10. ↑  Gezangen op Delpher
11. ↑  Lierzang op den eersten dag van het slotjaar der agttiende eeuw op Google Books. Gearchiveerd op 18 juni 2023.
12. ↑  De dwinglandy op Delpher
13. ↑  Eeuwzang, uitgesproken in de Maatschappy Felix Meritis, den 2den van January, 1801 op Google Books
14. ↑  De vrede op 't vasteland, zinnebeeldige voorstelling op Google Books
15. ↑  De volkswoede, toegezongen aan de nagedachtenis van de gebroeders de Wit op Google Books
16. ↑  Beschaving, het geluk der volken op Google Books. Gearchiveerd op 18 juni 2023.
17. ↑  De algemeene vrede, gesloten te Amiens, den 27sten van Lentemaand 1802. Toegezongen aan de Nederlanders op Google Books
18. ↑  Cantate op Google Books. Gearchiveerd op 18 juni 2023.
19. ↑  Ter opening van het tooneel des Amsteldamschen Schouwburgs op Google Books
20. ↑  Beschouwing van Amsteldam op Google Books
21. ↑  Panurge, op het eiland der lantaarnen op Google Books. Gearchiveerd op 18 juni 2023.
22. ↑  Leonidas, in de engte van Thermopilé op Google Books
23. ↑  Kerszangen op uitgekozen muzyk der voornaamste Europesche meesters op Google Books. Gearchiveerd op 18 juni 2023.
24. ↑  Lierzang, by de heropening des tooneels, in den Amsteldamschen Schouwburg, op den 3den augustus 1805 op Google Books
25. ↑  De Batavieren, ten tyde van Cajus Julius Cezar, wegens het hen voorgeslagen staatsverbond der Romeinen op Google Books
26. ↑  De voortreffelykheid van den mensch, in de beoefening der schoone kunsten, lierzang op Google Books
27. ↑  Huig de Groot op Google Books
28. ↑  Rouwzang ter gedachtenisviering van Jaques Kuyper, lid van het Koninklyk Instituut op Google Books
29. ↑  Lof der Maatschappij: Tot Nut van 't Algemeen, toegepast op de feestviering van haar vijfentwintig jarig bestaan op Google Books
30. ↑  Zangen bij het feest, ter gelegenheid van het vijf-en-twintigjarig bestaan der Maatschappij: Tot Nut van 't Algemeen op Google Books. Gearchiveerd op 18 juni 2023.
31. ↑  De dood van Egmond en Hoorne op Google Books. Gearchiveerd op 18 juni 2023.
32. ↑  Zangen, by het openen der algemeene vergadering der Maatschappij: tot Nut van 't Algemeen, den 13 van oogstmaand, 1811 op Google Books
33. ↑  Aan ouders. Uitgesproken na het gehouden jaarlijksch onderzoek der vorderingen van de leerdochteren in de leer- en kweekschool op Google Books. Gearchiveerd op 18 juni 2023.
34. ↑  Dichtstuk ter gelegenheid van het tweede eeuwgetijde der Beurs van Amsterdam op Google Books. Gearchiveerd op 18 juni 2023.
35. ↑  De Hollandsche taal op Google Books
36. ↑  Nederlands verlossing gevierd op den 29en van lentemaand MDCCCXIV op Google Books. Gearchiveerd op 18 juni 2023.
37. ↑  Bij de eerste verjaring van Nederlands verlossing op Google Books. Gearchiveerd op 18 juni 2023.
38. ↑  Opwekking aan de Nederlanders. Lierzang op Google Books. Gearchiveerd op 18 juni 2023.
39. ↑  Ter gelegenheid der zilveren bruiloft van den heere Hendrik Ogelwight, junior, en mevrouwe Anna Catharina Gijselman, gevierd den 1sten van Bloeimaand op Google Books
40. ↑  Ter eerste verjaring van den gedenkwaardigen veldslag bij Waterloo, op den 18den Junij 1815 op Google Books. Gearchiveerd op 18 juni 2023.
41. ↑  Gedichten. Eerste deel 1816 op Google Books
42. ↑  Gedichten. Tweede deel 1816 op Google Books
43. ↑  Gedichten. Derde deel 1817 op Google Books. Gearchiveerd op 18 juni 2023.
44. ↑  Gedichten. Vierde deel 1817 op Google Books. Gearchiveerd op 18 juni 2023.
45. ↑  Vreugdezang over den oogst van den jare 1817 op Google Books
46. ↑  Hulde toegebragt aan de nagedachtenis van J. van den Vondel op Google Books. Gearchiveerd op 18 juni 2023.
47. ↑  De mensch, in drie zangen op Google Books
48. ↑  Zangen ter gelegenheid van de algemeene vergadering der Maatschappij: tot Nut van 't Algemeen, op Dingsdag, den 10den van Oogstmaand, 1819 op Google Books
49. ↑  By den maaltyd der afgevaardigden tot de algemeene vergadering der Maatschappij tot Nut van 't Algemeen. Den 9den van oogstmaand 1820 op Google Books
50. ↑  Nieuwe gedichten van Cornelis Loots op Google Books. Gearchiveerd op 18 juni 2023.
51. ↑  Zangen ter gelegenheid van de Algemeene vergadering der Maatschappij: tot Nut van 't Algemeen. Op Dingsdag, den 14den van Oogstmaand, 1821 op Google Books. Gearchiveerd op 18 juni 2023.
52. ↑  Mijne aandoeningen, bij de plegtigheid van den Heilige Doop, bediend aan den vierden zoon van Zijne Koninklijke Hoogheid, den Prins van Oranje, genaamd Willem Alexander Fredrik Ernst Kasimir, op den 18den Junij 1822 in de Nieuwe Kerk, te Amsterdam op Google Books
53. ↑  Bij de verplaatsing van zeker vaderlandsch gedenkstuk uit de 12e eeuw op Google Books. Gearchiveerd op 18 juni 2023.
54. ↑  Feestzang, bij de viering van het vierde eeuwfeest der uitvinding van de boekdrukkunst, te Haarlem op Google Books
55. ↑  Zangen ter gelegenheid van de algemeene vergadering der Maatschappij: Tot Nut van 't Algemeen, op den 10 augustus 1824 op Google Books
56. ↑  Menschlievendheid. Dichtstuk. Uitgesproken in de Maatschappij Felix Meritis te Amsterdam den 9den Maart 1825 op Google Books. Gearchiveerd op 18 juni 2023.
57. ↑  Nederland op Google Books. Gearchiveerd op 18 juni 2023.
58. ↑  Gezangen. Ter gelegenheid der inwijding van de herbouwde Luthersche Nieuwe Kerk, te Amsterdam; op maandag den 18den september 1826 op Google Books
59. ↑  Cantate, ter gelegenheid van het vijftigjarig bestaan der Maatschappij: Felix Meritis op Google Books. Gearchiveerd op 18 juni 2023.
60. ↑  Dichtstuk, uitgesproken ter gelegenheid der vijftigjarige feestviering van de Maatschappij: Felix Meritis, op den 7den november 1827 op Google Books
61. ↑  Het vooroordeel op Google Books
62. ↑  Opwekking der mogendheden, ter heirvaart naar Parijs op Google Books
63. ↑  Welkomstgroet, aan Zijne Majesteit den Koning en hoogstdeszelfs doorluchtige zonen, binnen Amsterdam op Google Books. Gearchiveerd op 18 juni 2023.
64. ↑  Bij den vrijwilligen heldendood van J.C.J. van Speyk op Google Books. Gearchiveerd op 18 juni 2023.
65. ↑  Aan mijn geneesheer doctor Herm. Haakman, na zijne mij betoonde zorg en vriendschap, gedurende eene zware krankte, van het einde des jaars 1831, tot het begin van april 1832 op Google Books
66. ↑  Dankbetuiging, aan den hoog-eerwaarden, hoog-geleerden heer G.F. Sartorius, voor de godsdienstige onderwijzing en aanneming van vier mijner kinderen bij het Evangelisch Luthersch Kerkgenootschap op Google Books
67. ↑  Chassé op het puin der Citadel van Antwerpen op Google Books
68. ↑  Op het tweehonderdjarig bestaan van de Oude Kerk der Evangeliesch-Luthersche Gemeente, te Amsterdam,tot godsdienstig gebruik ingewijd den 25sten december, 1633 op Google Books
69. ↑  Cantate, bij gelegenheid van de openbare zitting der vier klassen van het Koninklijk-Nederlandsche Instituut van Wetenschappen, Letterkunde en Schoone Kunsten; ter plegtige viering van deszelfs vijf- en twintigjarig bestaan op dingsdag, den 27sten Augustus 1833 op Google Books. Gearchiveerd op 18 juni 2023.
70. ↑  Zangen, bij de feestviering van het vijftigjarig bestaan der Maatschappij: tot Nut van 't Algemeen op den derden dag van dit feest, den 14den Augustus, 1834 op Google Books
71. ↑  Catalogus van eene zeer uitgebreide verzameling Grieksche, ... Voor het eene gedeelte nagelaten door Corn. Loots ... op Google Books

- Biografisch Portaal: 51946070
- Digitale Bibliotheek voor de Nederlandse Letteren: loot008
- Gemeinsame Normdatei: 1055194754
- International Standard Name Identifier: 0000 0000 2652 9114
- Library of Congress Control Number: n87912529
- Nederlandse Thesaurus van Auteursnamen: 069916969
- Virtual International Authority File: 294347719
- WorldCat: E39PBJtcHJGXH6kGgKdRVFrwmd